# Тамара Ханум
Тамара Ханум (узб. Tamaraxonim; справжнє ім'я — Тамара Артемівна Петросян; 16 (29) березня 1906, Новий Маргілан, Ферганська область, Російська імперія — 30 червня 1991, Ташкент, Узбецька РСР, СРСР) — радянська, узбецька танцівниця, співачка, акторка, хореограф. Народна артистка СРСР (1956). Лауреат Сталінської премії другого ступеня (1941).

## Життєпис
Тамара Петросян народилася 16 (29) березня 1906 року в Новому Маргілані (нині — Фергана, Узбекистан) (за іншими джерелами — у селищі залізничної станції Горчаково Маргіланської міськради)). За національністю вірменка.
З 1919 року виступала у складі агітбригади під керівництвом Хамзи Ніязі. У 1921—1922 роках — акторка Ташкентського російського театру опери та балету імені Я. Свердлова.
У 1922 році вступила на навчання до Ташкентської балетної трупи і стала танцювати в напівпрофесійних концертних групах, якими керували перші узбецькі артисти Ятим Бабаджанов, Абрар Хідоятов та Алі Ібрагімов. У 1924 році закінчила Центральний технікум театрального мистецтва (ЦЕТЕТІС) (нині — ГІТІС) в Москві.
У 1924—1928 роках — солістка концертної трупи М. Карі-Якубова (з 1926 року — концертно-етнографічний ансамбль, з 1928-го — музично-експериментальний ансамбль). У 1925—1929 роках виступала в музично-драматичних театрах Самарканда, Коканда, Андижана, де грала ролі Ширін («Фархад і Ширін» Хуршида), Гульчехри («Аршин мал алан» Узеїра Гаджибекова), Халіми («Халіма» Г. Зафарі).
У 1929—1934 роках працювала в Самаркандському музично-драматичному театрі (з 1931 року — у Ташкенті, реорганізований в Узбецький музично-драматичний театр).
Брала участь у становленні національного балетного театру. У 1929—1934 роках — солістка та один із організаторів Узбецького музично-драматичного театру в Самарканді (з 1931 року — у Ташкенті), створеного на базі музично-експериментального ансамблю (з 1939 — Державний узбецький театр опери та балету, театр Навоі). Очолювала танцювальну трупу у театрі.
У 1933 році брала участь в організації балетної студії при Узбецькому музично-драматичному театрі (пізніше — Узбецька республіканська балетна школа, з 1947 року — Узбецьке хореографічне училище, нині — Ташкентська державна школа національного танцю та хореографії).
У 1934—1935 роках — одна з організаторів, балетмейстер, танцівниця та педагог-репетитор Хорезмського обласного музично-драматичного театру (нині імені Агахі) в Ургенчі.
В 1934 році грала роль Індри в балеті «Ференджі» Бориса Яновського.
З 1936 по 1941 рік — солістка та хореограф Узбецької філармонії та Державного узбецького театру опери та балету.
Сорок п'ять днів співала, танцювала та працювала як будівельник на Великому Ферганському каналі. Будучи вже далеко не молодою людиною, виїжджала на будівництво Братської ГЕС до Якутії.
У 1941—1969 роках — організатор, художній керівник, балетмейстер та солістка музичного ансамблю Узбецької філармонії.
Артистичну діяльність поєднувала з великою агітаційною роботою, брала активну участь у русі за розкріпачення жінок-мусульманок.
У роки німецько-радянської війни брала активну участь у фронтових бригадах, дала понад 1000 концертів, внесла до фонду оборони присуджену їй Сталінську премію, передала кошти на будівництво літаків і танків. У 1944 році виступала з концертами перед мілізованими на працю середньоазійськими робітниками в Челябінській таМолотовській областях.
Член ВКП(б) із 1941 року. Депутатка Верховної Ради Узбецької РСР з 1937 та з 1948 року.
Померла 30 червня 1991 року у Ташкенті на 86-му році життя. Похована на Чигатайському цвинтарі.

### Творчість
Тамара Ханум — реформаторка виконавського стилю узбецького жіночого танцю, вивчала пісенний та танцювальний фольклор народів світу, створила жанр пісенно-танцювальної мініатюри. У її програмах «Пісні та танці народів СРСР» та «Пісні та танці народів світу» понад 500 пісень 86 мовами, хореографічні композиції, танці багатьох народів світу.
Виконавче мистецтво відрізнялося особливою виразністю міміки та жесту («співаючі руки»). Серед танців — узбецькі (катаугон, карінаво, кешауюн, пиля), хорезмська сюїта (дид хроук, садр тощо). Брала участь у створенні лібрето першого узбецького балету «Гуландом» Євгенія Брусиловського. Виконувала танці у своїй постановці.
Гастролювала за кордоном: Франція (1925), Англія (1935), Польща (1948), КНР (1953), Норвегія (1953), Індонезія (1957), Чехословаччина (1959), Німеччина, Іран, Італія, Туреччина, Індія, Пакистан тощо.
Серед перших у 1925 році демонструвала узбецьке мистецтво за кордоном на Мажніродній виставці промислового і декоративного мистецтва в Парижі. Учасниця 1-го Всесвітнього фестивалю народного танцю в Лондоні у 1935 році.

### Родина
- Перший чоловік — Мухітдін Карі-Якубов (1896—1957), театральний діяч, співак (баритон). Народний артист Узбецької РСР (1936)[6].
  - Донька — Ванцетта, театральний художник, була одружена з Таїром Салаховим (1928—2021). Народний художник СРСР (1973).
- Другий чоловік — Пулат Рахімов, композитор.
  - Донька — Лола
    - П'ятеро онуків та семеро правнуків.

## Нагороди та звання
- Народна артистка Узбецької РСР (1932)
- Народна артистка СРСР (1956)
- Сталінська премія другого ступеня (1941) — за високу майстерність виконання узбецьких танців
- Орден Леніна (1976)
- Орден Вітчизняної війни 2-го ступеня (1985)
- П'ять орденів Трудового Червоного Прапора (1937, 1950, 1951, 1959, 1967)
- Орден «Знак Пошани» (1939)
- Орден «За видатні заслуги» (Узбекистан) (2003 — посмертно)
- Медаль «За трудову відзнаку»
- Медаль «В ознаменування 100-річчя з дня народження Володимира Ілліча Леніна»
- Медаль «За оборону Кавказу» (1943)
- Медаль «За перемогу над Німеччиною у Великій Вітчизняній війні 1941—1945 рр.» (1945)
- Медаль «Двадцять років перемоги у Великій Вітчизняній війні 1941—1945 рр.»
- Медаль «Тридцять років перемоги у Великій Вітчизняній війні 1941—1945 рр.»
- Медаль «Сорок років перемоги у Великій Вітчизняній війні 1941—1945 рр.»
- Медаль «За доблесну працю у Великій Вітчизняній війні 1941—1945 рр.» (1946)
- Медаль «Ветеран праці»
- Медаль «50 років Збройних Сил СРСР»
- Медаль «60 років Збройних Сил СРСР»
- Медаль «70 років Збройних Сил СРСР»
- Медаль Всесвітнього фестивалю народного танцю в Лондоні ([1935], разом з Уста Каміловим)
- У 1943 році Тамарі Ханум, першій радянській актрисі, присвоїли військове звання капітана Радянської армії[13]. У наказі йдеться: «За виняткову велику роботу серед особового складу військ. Показавши свою майстерність та високе мистецтво, Тамара Ханум зуміла підняти бойовий дух і надихнути бійців та командирів».

## Фільмографія
- 1962 — Пісні Тамари (документальний) — головна роль
- 1964 — Співає Тамара Ханум (документальний)

## Відгуки про Тамару Ханум
- Перед поїздкою до Франції перших радянських артистів 1926 року нарком Анатолій Луначарський назвав Тамару Ханум «першою східною ластівкою».

|              | Ми дуже любимо Вас. І наше кохання народжене тими індійськими танцями, які народилися в Індії та виконані Вами. З того часу Ви наша |
| — Радж Капур | |

|                                         | Ви - дочка всіх тих народів, пісні яких співаєте. |
| — Т. Комар, польський літературознавець |                                                   |

|                  | Тамара Ханум — дороговказ зірка Сходу. |
| — Майя Плісецька |                                        |

|                | Тамара - рідкісне явище в нашому мистецтві, і в мистецтві взагалі |
| — Юнус Раджабі |                                                                   |

## Ушанування пам'яті
- У 1986 році в Ташкенті, в будинку Тамари Ханум, ще за її життя відкрилася постійно діюча виставка костюмів актриси, а в 1994 році відкрито Меморіальний музей Тамари Ханум.
- 29 березня 2006 року в Узбекистані урочисто відзначали 100-річчя Тамари Ханум.